# Cory Booker
Cory Anthony Booker (sinh ngày 27 tháng 4 năm 1969) là một chính trị gia Hoa Kỳ, thượng nghị sĩ của New Jersey từ năm 2013. Ông là thành viên của Đảng Dân chủ (Hoa Kỳ). Trước đó ông là Thị trưởng Newark, New Jersey. Trước đó nữa, Booker đã phục vụ trong Hội đồng thành phố Newark cho Phường trung tâm từ năm 1998 đến 2002. Vào ngày 1 tháng 2 năm 2019, ông tuyên bố chiến dịch của ông để tranh cử ứng cử viên Dân chủ cho Tổng thống Hoa Kỳ trong bầu cử tổng thống Hoa Kỳ năm 2020.
 Trích dẫn liên quan tới Cory Booker tại Wikiquote